# حدسية أوبيرمان
في الرياضيات، حدسية أوبيرمان (مسماة هكذا نسبة إلى لودفيش أوبرمان)، تهم توزيع الأعداد الأولية. تنص هاته الحدسية على أنه بالنسبة لأي عدد x أكبر قطعا من 1، فإن يوجد عدد أولي واحد على الأقل محصور بين (x(x − 1 و  x2,
وعدد أولي آخر على الأقل بين x2 و (x(x + 1.